# Tangorombohitr' Ankaratra
Tangorombohitr' Ankaratra är en bergskedja i Madagaskar. Den ligger i den centrala delen av landet, 70 km sydväst om huvudstaden Antananarivo.
Tangorombohitr' Ankaratra sträcker sig 36 km i nord-sydlig riktning. Den högsta toppen är Tsiafajavona, 2 623 meter över havet.
Topografiskt ingår följande toppar i Tangorombohitr' Ankaratra:
- Ambatondrangahy
- Tsiafajavona